# Jarosław Misterkiewicz
Jarosław Misterkiewicz (ur. 19 stycznia 1971 w Elblągu), znany również jako Mister – polski muzyk, kompozytor i instrumentalista, a także autor tekstów. Jarosław Misterkiewicz znany jest przede wszystkim z wieloletnich występów w zespole deathmetalowym Trauma, w którym pełni funkcję gitarzysty i basisty. Do 2012 roku wraz z zespołem nagrał osiem albumów studyjnych. Wcześniej w latach 80. XX w. grał w zespołach Thanatos, Galeon i Agresor. W Latach 1996-2006 był członkiem power metalowej grupy Lafayn.

## Dyskografia
- Trauma - Comedy Is Over (1995, Vox Mortis Records)
- Trauma - Daimonion (1998, Pagan Records)
- Lafayn - Searching the Light (1999, Demonic Records)
- Trauma - Suffocated in Slumber (2000, Pagan Records)
- Trauma - Imperfect Like a God (2003, Empire Records)
- Trauma - DetermiNation (2005, Empire Records)
- Trauma - Neurotic Mass (2007, Empire Records)
- Trauma - Archetype of Chaos (2010, Witching Hour Productions)
- Trauma - Karma Obscura (2013, Witching Hour Productions)